# Flanitzalm
Der Weiler Flanitzalm ist ein Gemeindeteil der Gemeinde Frauenau im niederbayerischen Landkreis Regen. Er liegt über zwei Kilometer westlich von Frauenau und 800 Meter südlich vom Gemeindeteil Flanitz.